# Louvor Profético
Louvor Profético é o primeiro álbum ao vivo e sexto trabalho musical da cantora Léa Mendonça, lançado em 2003 pela gravadora MK Music.
Foi a primeira vez que Léa gravou um disco ao vivo. O álbum foi gravado ao vivo na Assembleia de Deus na Ilha do Governador. Ela foi acompanhada por um coral de adolescentes com mais de 300 vozes e um público de quase 500 pessoas. "Gravamos direto, sem pausa, o que propiciou naturalidade ao trabalho. Me senti dirigindo um louvor, sem me preocupar com a gravação ", conta. De acordo com a cantora, essa experiência lhe trouxe mais autoridade e segurança e, ainda, o privilégio de levar à casa das pessoas o ambiente de adoração em que foi gravado o CD. "O disco é um registro fiel do que aconteceu na gravação", afirma. 
O repertório foi escolhido criteriosamente pela cantora, incluindo canções de Samuel Silva, da Igreja Batista Nova Jerusalém; Flávia Afonso, Fabiano Barcelos; e seu irmão Sérgio Paulo Mendonça. Léa compôs sete músicas das 12 faixas, entre elas, a canção "Memórias", que define como o tema de sua vida, pois traz uma mensagem de perseverança e consolo. Esse hino foi e é cantado até hoje nos cultos pelo Brasil e até no exterior.
Foi o primeiro álbum da cantora a ser certificado com disco de ouro pela ABPD (Associação Brasileira de Produtores de Discos) pela venda de mais de 100 mil cópias.  Estima-se que atualmente, o CD já tenha ultrapassado as 250 mil cópias o que lhe certificaria como disco de platina. Em 2013, a versão play back desse mesmo CD também alcançou disco de ouro

## Faixas
1. Porta Aberta Por Deus (Samuel Silva)
2. Memórias (Léa Mendonça)
3. Chora Que a Vitória Vem (Fabiano Barcellos)
4. Só Recebe Quem Crê (Léa Mendonça)
5. A Última Palavra (Léa Mendonça)
6. Eu Tomo Posse (Léa Mendonça)
7. Promessa de Deus (Léa Mendonça)
8. Só Deus é Amor (Léa Mendonça)
9. O Senhor é o Meu Pastor (Léa Mendonça)
10. Vestes Santas (Léa Mendonça)
11. Quem Foi Que Disse? (Flávia Afonso)
12. Vamos Glorificar (Sérgio Paulo Mendonça)

## Ficha Técnica
- Gravação ao vivo na Assembléia de Deus da Ilha do Governador
- Estúdios de gravação: Kleber Lucas Studio e MK Studio
- Técnico de gravação: Edinho
- Técnico de mixagem: Edinho e Sérgio Rocha
- Técnico de PA: Edinho
- Técnico de monitor: Sérgio Rocha
- Técnico de gravação: Carlson Barros
- Unidade de gravação: DB Áudio
- Assistente de PA, monitor e gravação: Max Motta
- Produção musical: Kleber Lucas
- Arranjos: Rogério Vieira e Kleber Lucas
- Bateria: Pingo e Sidão Pires
- Baixo: Estevão e Marcos Natto
- Teclados: Rogério Vieira
- Guitarra: Sérgio Knust
- Violão: Sérgio Knust e Mindinho
- Percussão: Zé Leal
- Metais: Marcos Bonfim, Márcio André, Roby Olicar e Ângelo Torres
- Back Vocal: Marquinhos Menezes, Lilian Azevedo, Roby Olicar, Rosana Olicar, Betânia Lima, Roberta Lima, Jairo Bonfim, Wagner Mocasy, Joelma Bonfim, Josy Bonfim, Marlon Saint, Jussy Oliveira e Raquel Mello
- Masterização: Toney Fontes
- Fotos: Sérgio Menezes